# Ritvars Suharevs
Ritvars Suharevs (Dobele, 11 de enero de 1999) es un deportista letón que compite en halterofilia.
Ganó cuatro medallas en el Campeonato Europeo de Halterofilia entre los años 2019 y 2024. Participó en los Juegos Olímpicos de Tokio 2020, ocupando el sexto lugar en la categoría de 81 kg.

## Palmarés internacional
| Campeonato Europeo | Campeonato Europeo | Campeonato Europeo | Campeonato Europeo |
| Año                | Lugar              | Medalla            | Categoría          |
| ------------------ | ------------------ | ------------------ | ------------------ |
| 2019               | Batumi (Georgia)   | Medalla de bronce  | 81 kg              |
| 2021               | Moscú (Rusia)      | Medalla de bronce  | 81 kg              |
| 2023               | Ereván (Armenia)   | Medalla de oro     | 73 kg              |
| 2024               | Sofía (Bulgaria)   | Medalla de bronce  | 73 kg              |